# مت گریبل
مت گریبل (به انگلیسی: Matt Gribble) (زادهٔ ۲۸ مارس ۱۹۶۲) شناگر اهل ایالات متحده آمریکا است.